# بانک ام‌بی‌اچ
بانک ام‌بی‌اچ (به مجاری: MBH Bank Plc.) یک بانک مجارستانی است. این بانک در تاریخ ۱ مه ۲۰۲۳ پس از ادغام بانک ام‌کی‌بی، تاکارک بنک و بانک بوداپست فعالیت خود را آغاز کرد. این ادغام سه‌گانه، معامله‌ای بی‌نظیر در بخش بانکداری داخلی مجارستان بود که منجر به ایجاد بزرگ‌ترین مؤسسه بانکی متعلق به مجارستان از نظر دارایی‌ها و مشتریان شد. این ادغام همچنین با مشارکت قوی دولت اوربان و همچنین الیگارشی نزدیک به اوربان (از جمله لورینتس مزاروش) توصیف شد.
ژولت بارنا در سال ۲۰۲۰ به عنوان مدیرعامل بانکداری مجار (مجاری: Magyar Bankholding)، یک شرکت هلدینگ مالی داخلی که برای تسهیل ادغام ایجاد شده بود، منصوب شد. او رهبری ادغام و همسویی استراتژیک سه بانک را بر عهده داشته و یکی از بزرگ‌ترین گروه‌های بانکی مجارستان را ایجاد کرده است. رهبری او بر نوسازی و تقویت جایگاه گروه در بخش مالی متمرکز است.
بانک ام‌بی‌اچ از زمان تأسیس خود در چندین حوزه از جمله وام‌دهی به شرکت‌ها، به‌ویژه به شرکت‌های خرد، کوچک و متوسط، بازار لیزینگ و صنایع کشاورزی و غذایی پیشرو بازار بوده است. بانک ام‌بی‌اچ با ۴۰۰ شعبه در مجارستان، بزرگ‌ترین شبکه شعب را در اختیار دارد که برای خدمات حضوری به مشتریان در دسترس است. بانک ام‌بی‌اچ از طریق نقش خود در بخش بانکداری، ارزش قابل توجهی برای اقتصاد ملی ایجاد می‌کند و از مشاغل مجارستانی و مشتریان خرده‌فروشی به عنوان یک «قهرمان ملی» حمایت می‌کند.
بانک ام‌بی‌اچ در حال حاضر تقریباً به ۲٫۵ میلیون مشتری خرد و شرکتی خدمات ارائه می‌دهد. کل دارایی‌های آن بیش از ۱۲٫۸ تریلیون فورینت مجارستان است که آن را به دومین بانک بزرگ مجارستان بعد از اوتی‌پی بانک تبدیل می‌کند. سپرده‌های این بانک به بیش از ۸ تریلیون فورینت مجارستان می‌رسد، در حالی که سبد وام ناخالص آن بیش از ۶٫۱ تریلیون فورینت مجارستان است.